# Садкі (Свентокшиське воєводство)
Садкі (пол. Sadki) — село в Польщі, у гміні Водзіслав Єнджейовського повіту Свентокшиського воєводства.
Населення — 65 осіб (2011).
У 1975-1998 роках село належало до Келецького воєводства.

## Демографія
Демографічна структура на день 31 березня 2011 року:
|          | Загалом | Допрацездатний вік | Працездатний вік | Постпрацездатний вік |
| -------- | ------- | ------------------ | ---------------- | -------------------- |
| Чоловіки | 33      | 4                  | 25               | 4                    |
| Жінки    | 32      | 8                  | 12               | 12                   |
| Разом    | 65      | 12                 | 37               | 16                   |